# Eupithecia piperata
Eupithecia piperata là một loài bướm đêm trong họ Geometridae.